# Hakan Şükür
Hakan Şükür (n. 1 septembrie 1971) este un fost jucător de fotbal turc, care a jucat pe postul de atacant. Şükür a jucat 112 meciuri pentru Turcia și a marcat 51 de goluri devenind astfel cel mai bun marcator din istoria naționalei de fotbal a Turciei.

## Palmares

### Club
Sakaryaspor
- Cupa Turciei: 1987–88

Bursaspor
- Cupa Chancellor: 1992

Galatasaray
- Cupa UEFA: 1999–2000
- Campionatul Turciei: 1992–93, 1993–94, 1996–97, 1997–98, 1998–99, 1999–2000, 2005–06, 2007–08
- Cupa Turciei: 1992–93, 1995–96, 1998–99, 1999–2000, 2004–05
- Cupa Președintelui: 1993, 1996, 1997
- Cupa Cancelaurului: 1995
- Cupa TSYD: 1993, 1998, 1999, 2000

Inter
- Supercoppa Italiana: Locul doi 2000

Parma
- Coppa Italia: 2001–02

### Țara
- Mediterranean Games: 1993
- Campionatul Mondial de Fotbal: Locul trei 2002

### Individual
- Turkish League: Golgheter 1996–97, 1997–98, 1998–99
- IFFHS: World's Top Scorer 1997[1]
- Adidas/ESM: Gheata de Bronz 1997
- Gheata de Aur: Locul doi 1997 (38 goluri); Locul trei 1998 (32 goluri)
- Cupa UEFA: Golgheter 1999–2000
- UEFA Jubilee Awards: Jucătorul de Aur al Turciei
- Called-up for the FIFA XI teams 5 times
- Cel mai bun marcator din Campionatul Turciei din istorie: 249 goluri
- Cel mai bun marcator turc din Champions League: 22 goluri